# Cappella di San Severo
La cappella di San Severo fa parte del complesso conventuale camaldolese attiguo alla chiesa di San Severo a Perugia. Oggi è un piccolo museo dedicato all'affresco della Trinità e santi (175x389 cm) di Raffaello e Perugino, databile al 1505-1508 circa (intervento di Raffaello) e al 1521 (intervento di Perugino).
La cappella di San Severo è inserita nel sistema museale di Perugia ed è fra i beni curati dalla Direzione regionale per i beni culturali e paesaggistici dell'Umbria.

## Storia
La piccola cappella, composta attualmente da un vano attiguo all'odierna chiesa risalente al XVIII secolo, era un tempo parte della navata sinistra della chiesa quattrocentesca. Qui venne chiamato a lavorare Raffaello nel 1505 (come si evince dalla data sull'affresco), quando l'artista si spostava tra Firenze e Perugia e viveva un primo culmine di popolarità con opere come la Pala Baglioni, che di lì a poco gli avrebbero spalancato le porte della Roma di Giulio II.
I committenti dell'affresco sono da identificarsi nei due commendatari del monastero di San Severo, Troilo Baglioni, già vescovo di Perugia, e il cardinale Gabriele de' Gabrielli di Gubbio, vescovo di Urbino. Non tutti gli studiosi, tra cui già Cavalcaselle, prendono tuttavia la data del 1505 come buona, suggerendo come forse si riferisca all'avvio dei lavori, conclusi almeno due anni dopo: nel 1505 infatti lo stile di Raffaello era ancora molto legato alla scuola umbra, mentre nell'affresco di San Severo si rileva un'inedita monumentalità.
L'artista urbinate completò la sola parte superiore dell'affresco e una volta stabilitosi a Roma non ebbe più modo di recarsi a Perugia. Si attese fino alla sua morte, nel 1520, per affidare l'opera a un altro artista, il vecchio maestro di Raffaello Perugino, che completò la metà inferiore con una nostalgica rievocazione di modi quattrocenteschi.

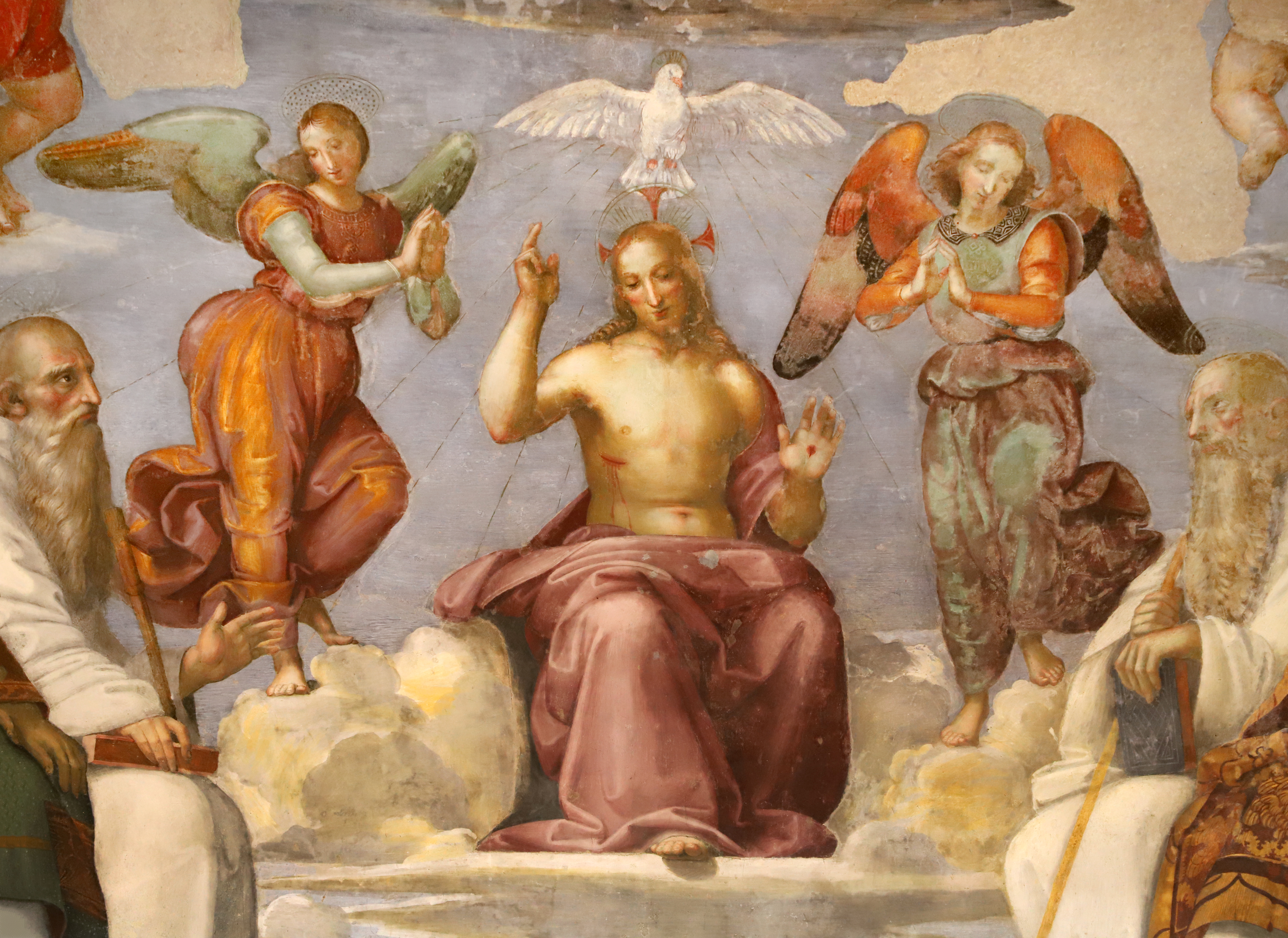
Dettaglio di Raffaello

L'opera venne vista e descritta da Vasari, che sottolineò la vistosa firma di Raffaello. Una porzione dell'affresco negli anni è andata perduta, anche a causa di restauri storici non troppo accurati.

## Descrizione e stile
Sulla parete si trova una nicchia a sesto acuto, che contiene il grande affresco, divisibile in due registri. Uno superiore con la Trinità e i santi benedettini Mauro, Placido, Benedetto abate a sinistra, e i camaldolesi Romualdo, Benedetto martire e Giovanni monaco a destra, i cui nomi sono riportati a lettere dorate sotto di loro. Cristo si vede seduto su un trono di nuvole tra due angeli, sormontato dalla colomba dello Spirito Santo.
L'Eterno, san Giovanni e un angelo a destra sono andati ormai perduti. L'opera di Raffaello è caratterizzata da una forte monumentalità e tridimensionalità data dallo scorcio dei santi seduti ai lati, che fanno convergere lo sguardo dello spettatore verso Cristo. Le forme grandiose e possenti, quasi immote, rimandano all'esempio di Fra Bartolomeo (Giudizio universale) e che preannunciano la Disputa del Sacramento nella Stanza della Segnatura.
Il registro inferiore, opera di Perugino, mostra santi a tutta figura: Scolastica, Girolamo, Giovanni Evangelista, Gregorio Magno, Bonifacio e Marta. Sebbene la presenza di un parapetto scorciato in prospettiva aumenti il senso di spazialità, le figure sono tutte allineate sul primo piano, con sguardi laconici e un po' vaghi tipici dell'artista, che allo scoccare del XVI secolo continuò a esercitare lo stile pittorico che lo aveva reso celebre, nonostante l'affermarsi di un nuovo gusto.
Al centro si trova una nicchia con una Madonna col Bambino in terracotta policroma di bottega toscana della fine del Quattrocento.
Ai lati dell'altare corrono scritte dedicatorie: a sinistra la menzione del priore committente a Raffaello e la data (RAPHAEL DE VRBINO D. OCTAVI/ANO STEPHANI VOLTERRANO PRIO/RE SANCTAM TRINITATEM ANGE/LOS ASTANTES SANCTOSQVE / PINXIT / A.D. MDV); a destra il ricordo del completamento del 1521.